# Almbosite
L'almbosite è un minerale con composizione Fe2+5Fe3+4V5+4Si3O27 ed è un silicato di vanadio. Questa specie mineralogica è stata non ratificata dall'Associazione Mineralogica Internazionale (IMA) nel 1987 perché non descritta con sufficiente accuratezza.

## Etimologia e storia
Il nome deriva dalla località Alpe di Bos (Almhütte Bos) nel Gruppo dell'Adamello in provincia di Brescia, dove è stato ritrovato il campione.

## Origine e giacitura
L'almbosite è stata rinvenuta tra le arenarie risalenti al Permiano presso la granodiorite-tonalite del plutone dell'Adamello.

## Forma in cui si presenta in natura
L'almbosite si presenta in cristalli di colore grigio-blu.